# Mennoniták

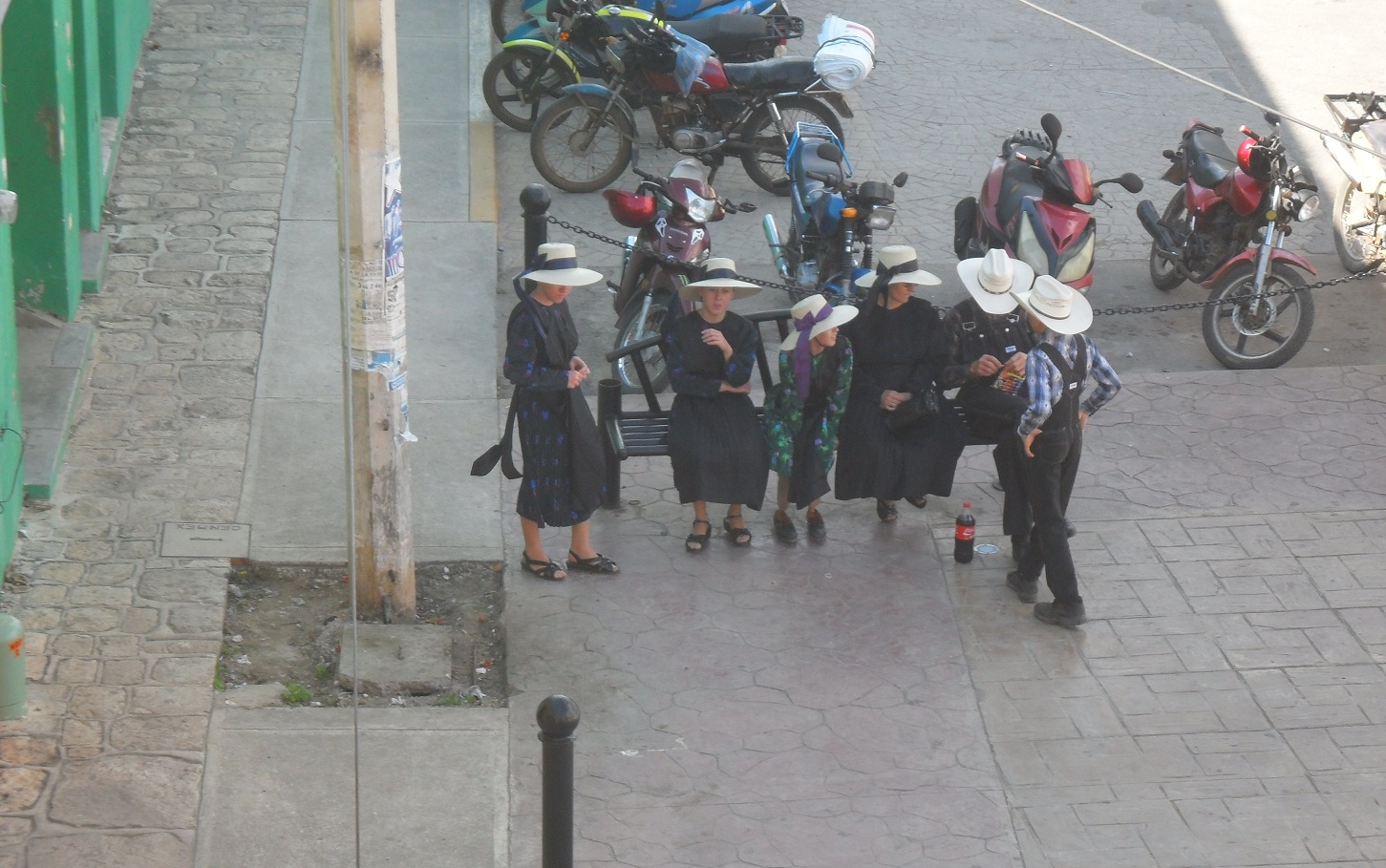
Mennoniták egy mexikói kisvárosban, a Yucatán-félszigeten. Az öltözködésben tartják a hagyományos viseletet. A yucatáni mennonita férfiak és fiúk, sőt gyakran a nők és lányok is kalapot hordanak.

A mennoniták anabaptista keresztény felekezet. Nevét az alapítójáról kapta. Elveik alapját Jézus tanítása képezi.

## Hitelveik
Az Európában kialakult újkori üldöztetések és vallási korlátozások a mennoniták és más anabaptisták Kelet-Európába és Észak-Amerikába való kivándorlásához vezettek. Ma szerte a világban élnek, beleértve Latin-Amerikát, Afrikát és Ázsiát is; 2015-ben mintegy 1,4 millió hívővel.
Közös hitvallásuk nincs, minden gyülekezetük önálló, szövetségeik a gyülekezetek fölött nem gyakorolnak hatalmat. Az őskeresztény erkölcshöz és a bibliai előírásokhoz ragaszkodnak, nem esküsznek, egymás iránt érzett embertársi érzésük őszinte. A többségük megtagadja a katonai szolgálatot és elutasítja a hatósági tisztségek viselését is.
Az észak-amerikai székhelyű Mennonita Katasztrófaenyhítő Szolgálat (Mennonite Disaster Service) és a Mennonita Központi Tanács (Mennonite Central Committee) humanitárius segítséget nyújt természeti katasztrófák által sújtotta területeken és utóbbi hosszú távú fejlesztési programokat is működtet.
A mennonitákat a Bázelben alapított, 5 évenként ülésező Mennonita Világkonferencia (Mennonite World Conference) tömöríti, amelybe más anabaptista csoportok, így az amisok is beletartoznak. 2015-ben mintegy 2,1 millió fő anabaptista tartozott ebbe a konferenciába.

## Történelem

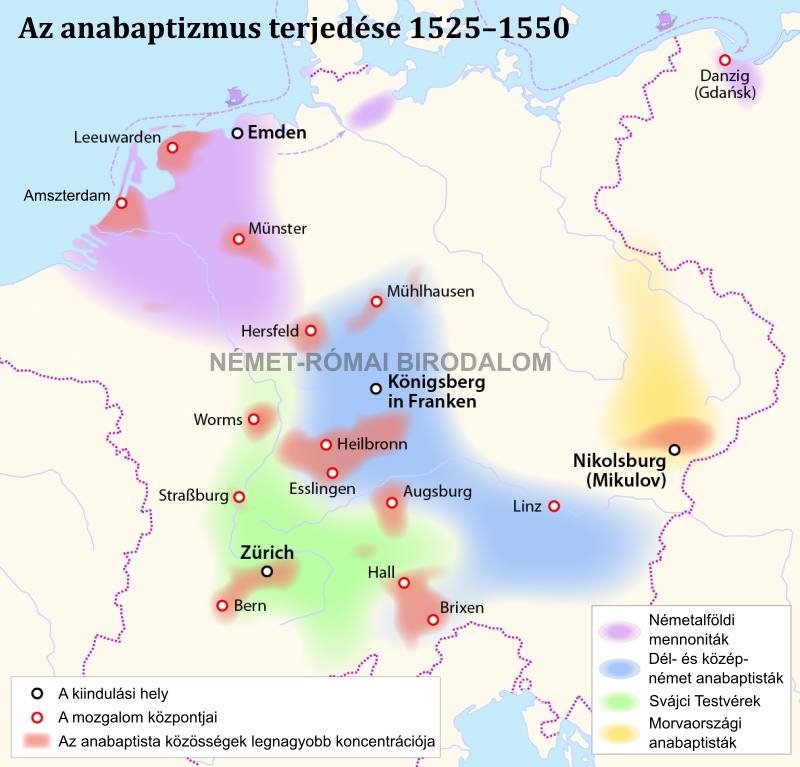
A kora újkori anabaptizmus terjedése 1525-1550 között
Németalföldi mennoniták
Dél- és közép-német anabaptisták
„Svájci Testvérek”
Morvaországi anabaptisták

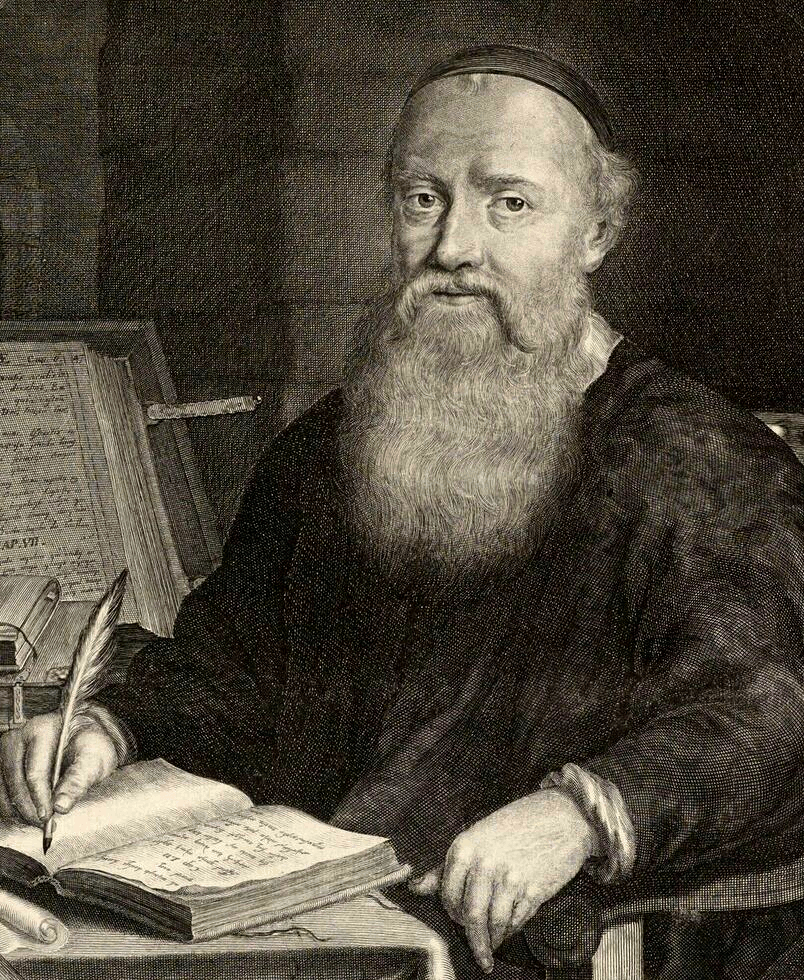
Menno Simons

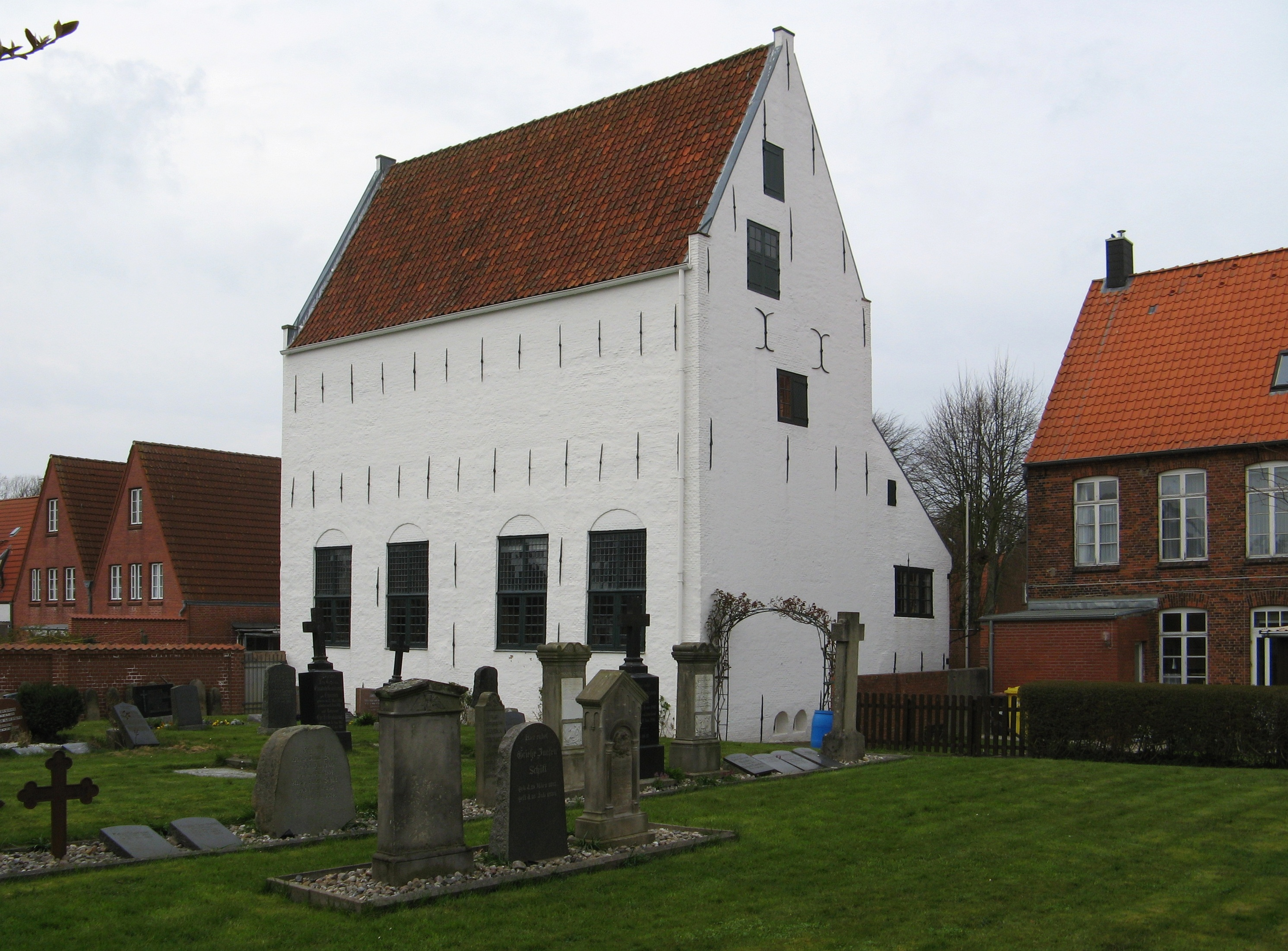
Észak-németországi mennonita templom, Friedrichstadt

A reformáció korában egyebek között olyan nézetek is tért hódítottak, amelyek a gyermekkeresztelést a Bibliával ellentétben állónak tartották. Ezért e nézet hívei azzal a követeléssel léptek fel, hogy mindazokat, akiket gyermekként meghintéssel megkereszteltek, felnőttkorban alámerítéssel ismét meg kell keresztelni.
A mennoniták története ezen anabaptista mozgalommal kezdődik, amely 1525 körül alakult ki Zürichben ( → Svájci Testvérek) Ez mozgalom az üldözések miatt már korán a határokon túl is átterjedt és közösségek jöttek létre Dél-Németországban is. A reformátorokhoz, Lutherhez és Zwinglihez hasonlóan a Bibliát tekintették a keresztény hit döntő forrásának (Sola Scriptura). Velük ellentétben azonban ők arra a felismerésre jutottak, hogy a keresztséget csak akkor szabad gyakorolni, ha a megkeresztelendők tudatosan a hitet választják (hívők keresztsége).
Németalföldön más anabaptisták a keresztelési elméletüket a legkülönfélébb forradalmi elképzelésekkel kapcsolták egybe, így pl. a münsteri próféták, akik követőikkel 1534-ben többségbe jutottak a városi kormányzatban és egy független városállamot akartak létrehozni. Elhatározták, hogy valóra váltják az anabaptista eszméket; bevezették a vagyonközösséget is. Ekkor Münster katolikus püspöke, Franz von Waldeck megostromoltatta a várost. Midőn Jan Matthyas  "próféta" elesett a harcban, az újrakeresztelők hozzáfogtak apokaliptikus fantáziáik megvalósításához; többek közt bevezették a többnejűséget is, a másként gondolkodókat pedig brutális módon elhallgattatták. Nem sokkal később azonban kegyetlen megtorlásnak estek áldozatul.
Az anabaptista mozgalmat mindenfelé erősen üldözték, követőik így szétszóródtak.
Egy sereg higgadt és erkölcsileg komoly szándékú „keresztelés pártit” a korábban katolikus papként tevékenykedő Menno Simons (1496-1561) Frízföldön (Németalföld) 1537-ben szigorú egyházi fegyelemmel gyülekezetté egyesített. 1540-ben már voltak magukat mennonitáknak nevező anabaptisták.
A 16. század folyamán a mennonita és egyéb anabaptista közösségeket kíméletlenül üldözték. Ők mély meggyőződéssel ragaszkodtak elveikhez, az üldöztetések idején is, de harc helyett többnyire a menekülést választották.
A mennoniták már az első említésükkor is az erőszakmentességükről voltak ismertek: egy kisebb, erőszakos anabaptista csoport politikai és vallási felfordulást okozott egy közép-európai grófi területen, ezért kitiltották onnan a felekezet összes tagját, kivéve az erőszakellenes ágat, amelyet menistákként említ a rendelet. Az uralkodók gyakran beengedték területeikre a menistákat vagy mennonitákat, mert tisztességes, dolgos és békés emberek voltak. Ha vallási gyakorlatuk felbőszítette az adott államban meghatározó egyházat, vagy ha az uralkodó visszavonta a fegyveres szolgálat teljesítése alóli mentességüket vagy ha egy másként gondolkodó, új uralkodó vette át a hatalmat, a mennonitáknak ismét menekülniük kellett.
A Mártírok Tükre című, hollandul 1660-ban megjelent könyv dokumentálja az anabaptisták és előfutáraik üldöztetését. Sok mennonita és amis számára még manapság is ez a Biblia mellett a legfontosabb könyv, legfőképp a svájci és dél-német ágnál. Az üldözés Svájc egyes részein 1710-ig folytatódott. Az amisok 1693-ban szakadtak el a svájci csoporttól, akik szerint a mennoniták túl világiasan kezdtek el élni.
A mennoniták nagy része elvándorolt a Német-római Birodalom különböző részeire. Poroszországban gátakat és csatornákat építettek, majd a katonai szolgálat megtagadása miatt elnyomták őket, így elszegényedtek és megtörtek. Amikor II. Katalin orosz cárnő (18. század) a katonai szolgálat alól való felmentést , földet és vallásszabadságot ajánlott fel nekik az újonnan elfoglalt dél-orosz területeken, ezt Istentől küldött szabadulásnak tekintették. A dús, fekete, orosz földek termése nyomán aztán csinos falvaik nőttek ki a földből és virágzó gazdaságaik jellemezték a régiót. Telepeik az idők folyamán tovább nyomultak a Kaukázusig, később még Szibériába is eljutottak, egész a kínai határig.
A 20. században Sztálin terrorja alatt zömük elmenekült vagy meghalt.
Jelentős részük vándorolt ki (főleg a 18-19. században) Észak-Amerikába, majd sokan onnan továbbvándoroltak Latin-Amerikába. Ahol letelepedtek ott sok helyen mezőgazdasági mintatelepeket létesítettek. Többnyire megtartották a saját ónémet nyelvüket.
Ilyen például az USA-ban beszélt pennsylvaniai német nyelv.
A vándorlásaik következtében szórványosan a világ legkülönbözőbb részein felbukkantak és letelepedtek. Sokszor oda költöztek, ahol olcsóbban lehetett földhöz jutni, békében élhettek, és ahol kevésbé veszélyeztette a hagyományos életvitelüket a modern civilizáció.

## Csoportjaik
A médiában rendszeresen hírek jelennek meg észak- vagy dél-amerikai mennonitákról, akik nagyon konzervatív és a világtól elütő, más életmódot folytatnak; ezek a csoportok azonban csak egy részét képviselik a mennonitáknak, amely számos modern és liberális közösséget, valamint a németeken kívül sok más etnikumot is magában foglal. Vannak pietista, evangelikál, liberális és tradicionalista gyülekezetek.
A különféle nézetű híveik és csoportjaik békében megférnek egymással. Az egyszerű életvitel, a "világi élet"-tel való szembenállás jellemző rájuk. A csoportok között azonban eltérőek a világhoz való hozzáállásuk és a viselkedési szabályok. Sok gyülekezet határozta el, hogy távol tartják magukat a modern világtól, és olyan helyekre költöztek, ahol a helyi hatóságok megengedik nekik, hogy zavartalanul éljenek. Egyes csoportok elutasítják a modern járművek használatát. A konzervatív csoportokban a ruházkodásban is szigorúak. 

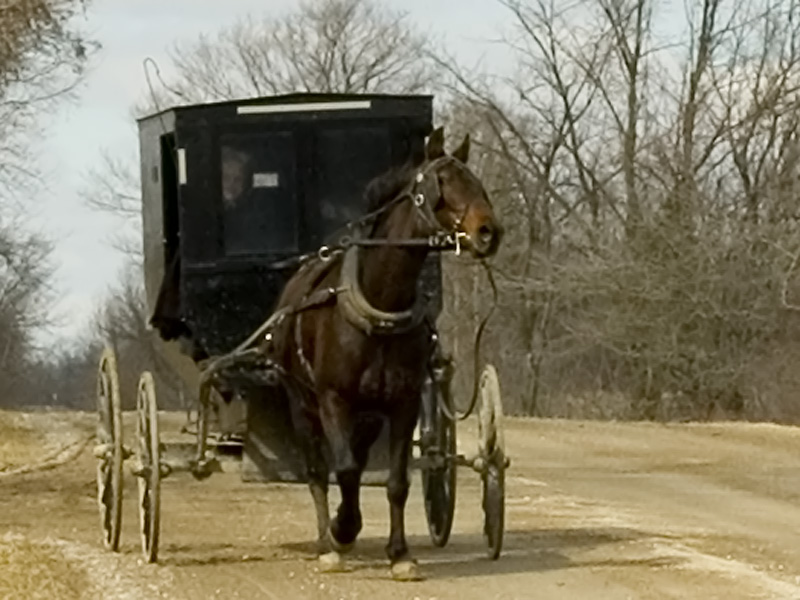
A régimódi (Old Order) mennoniták Kanadában, lovaskocsival

Három főbb águk:
a régimódi mennoniták (Old Order vagy pennsylvániai németül: Fuhremennischte)
Az irányzat a 19. század utolsó harmadában alakult ki, ellenezve Észak-Amerika anglicizálódását és modernizációját. Ők a modern technológia bizonyos elemei nélkül folytatják az életmódjukat, – pl. rádió, televízió, internet elutasítása, – de a technika elutasításának mértéke az egyes csoportoktól függ. Kisebb részük elfogadta az autók használatát, de a többség megtartotta a lovaskocsis közlekedést. A legtöbb lovas mennonita közösség engedélyezi azonban a traktorok mezőgazdasági célú használatát. Nagyon konzervatív és szerény öltözéket viselnek és megtartották az istentisztelet régi formáit. A lovaskocsis Old Order mennoniták az Egyesült Államokban, Kanadában és Belizében élnek.
Nagyon sok hasonlóság van az Old Order mennoniták és az Old Order amishok között, különösen az amishok és a lovaskocsis Old Order mennoniták között, ahol mindkét csoport pennsylvaniai németül beszél, és akiknek közös hagyományuk van az egyszerű öltözködésben. Kisebb mértékben hasonlóság van a konzervatív "orosz" mennonitákkal, akik Latin-Amerikában élnek, egy másik német dialektust, a Plautdietsch-t beszélik, és akiknek saját hagyományaik vannak az egyszerű öltözködésben.
a konzervatív mennoniták
Ragaszkodnak a hagyományos teológiai sajátosságokhoz, egyszerű, hagyományos ruhát viselnek, de modern kényelmi eszközöket használnak. A legkonzervatívabb csoportoknak azonban nincs televíziójuk vagy rádiójuk és nem használják az internetet. Jellemzően az általuk lakott ország nyelvén végzik az istentiszteletüket. Ezzel is ellentétben állnak a legtöbb régimódi csoporttal, amelyek még mindig németül végzik a szertartásaikat. A konzervatív mennoniták vasárnapi iskolát és ébredési vallási gyűléseket tartanak és saját keresztény iskoláikat / egyházközségi iskolákat működtetnek. Ezenkívül a konzervatív mennonita közösségek nagymértékben elkötelezettek az evangelizációban és a misszionáriusi munkában.
a főáramú mennoniták
Ők öltözködésben és megjelenésben megkülönböztethetetlenek az általános lakosságtól.

## Jellegzetességek, hitvallás

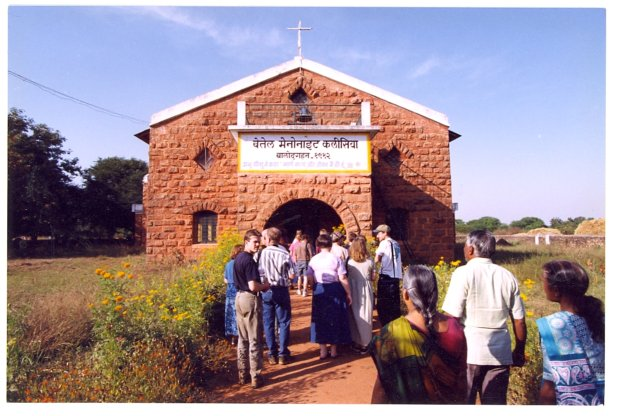
Mennonita templom Indiában (Balogdahan Church)

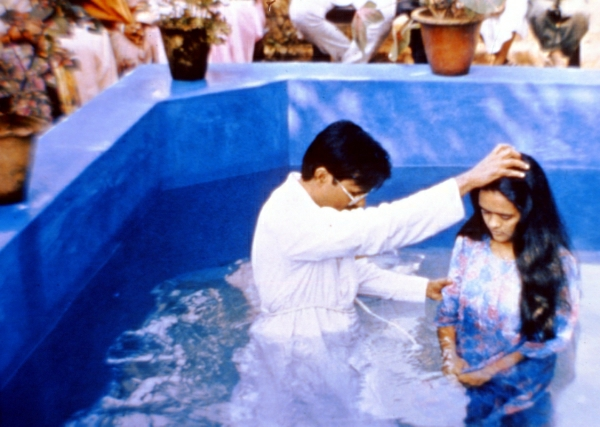
Keresztség Indiában

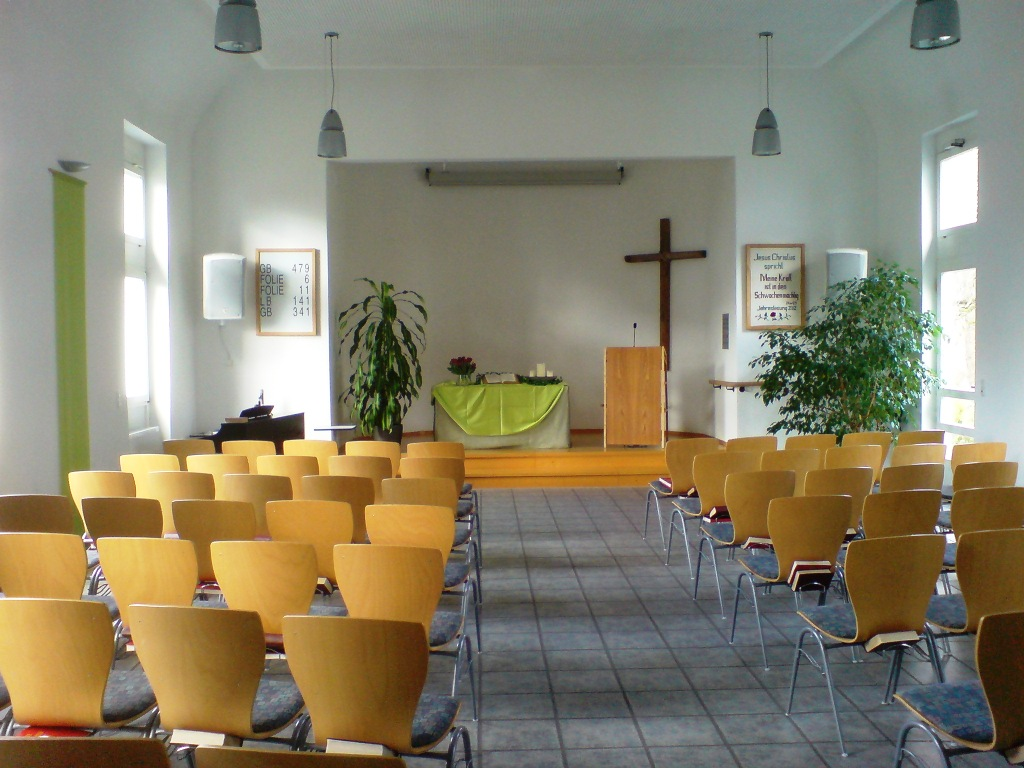
Mennonita templom modern belseje Németországban (Karlsruhe-Thomashof)

A mennonita anabaptista hit egyik legkorábbi megnyilvánulása a Schleitheim-hitvallás volt, amelyet 1527-ben fogadtak el. Hét cikke a következőkre terjedt ki:
- Kenyértörés (úrvacsora)
- A büntetésről (kiközösítés)
- A világtól való elkülönülésről (a római katolikus egyháztól és más "világi" csoportoktól és gyakorlatoktól való elkülönítés és elkerülés)
- A hívő felnőttek keresztsége
- Az egyházi vezetőség (pásztorok az egyházban)
- Lemondás a fegyverfogásról (keresztény pacifizmus)
- Az eskü elutasítása (mint az igazság bizonyítása)

Később a hittételeket a Dordrechti Hitvallomás tizennyolc pontja kodifikálta, amelyet a holland mennonita vezetők 1632-ben fogadtak el. Ez a hitvallomás hangsúlyozza a Jézus Krisztus általi üdvösségbe vetett hitet, a keresztséget, az erőszakmentességet, a bűnbánatot, az úrvacsorai lábmosást, az eskütétel és a bosszú elkerülését, a kiközösítettek elkerülését, a káromkodás tilalmát, a halottak feltámadását és az utolsó ítéletet. A hangsúly az "igazi kereszténységre" helyeződik, a "kereszténynek lenni és engedelmeskedni Krisztusnak", akárhogyan is értelmezik azt a „Szent Bibliából”. A pacifizmus iránti elkötelezettségük iránt is ismertté váltak.
Az anabaptista-mennonita teológia és vallásgyakorlat alapelveiként (többek között) a következő pontok emelhetők ki:
- Megtérés: A hit tudatos elfogadása a keresztség előtt jön létre. A Ján 3,1-23 alapján a megtérés azt jelenti, hogy az egyén tudatosan elfordul a bűn hatalma alól és Isten felé fordul.
- A hit keresztsége: A keresztség az egyén Jézus követésére irányuló tudatos döntésének kifejeződése. A csecsemőkeresztelést elutasítják.
- Gyermekáldás: a gyermekek megkeresztelése helyett opcionálisan lehetséges a gyermekáldás a Mt 19,13-15  alapján. A gyermekáldás gyakorlatát már Balthasar Hubmaier anabaptista reformátor Johannes Oekolampadnak írt, 1525. január 16-án kelt levele is említi.
- Úrvacsora: Célja, hogy megemlékezzen Krisztus szenvedéséről és haláláról. Ugyanakkor hangsúlyozza az úrvacsora közösségi vonatkozását. A kenyeret és a bort szimbólumként értelmezik, az átlényegülést elutasítják. Egyes közösségekben még mindig elterjedt az úrvacsora előtti lábmosás.
- Laikus prédikátor: Az Újszövetség alapján minden hívő "papságát" gyakorolják. Ennek megfelelően a laikus prédikátorok gyakran tevékenykednek a képzett teológusok mellett a gyülekezetekben.
- Közösségi fegyelem: a Mt 18,15-17  alapján a súlyos bűnök a közösségből való kitiltáshoz vezethetnek. Bűneik megvallásával a bűnösök újra beilleszkedhetnek a közösségbe. A kitiltásról szóló vitában konzervatív és liberális álláspontok alakultak ki.
- Eskü: Az Mt 5,33-37 alapján elutasítják az eskütételt.
- Béketűrés: A Mt 5. részi hegyi beszédben gyökerezik és nagy jelentőséggel bír.

Saját iskoláik és templomaik vannak, de papjaik nincsenek.

## Elterjedésük a világban

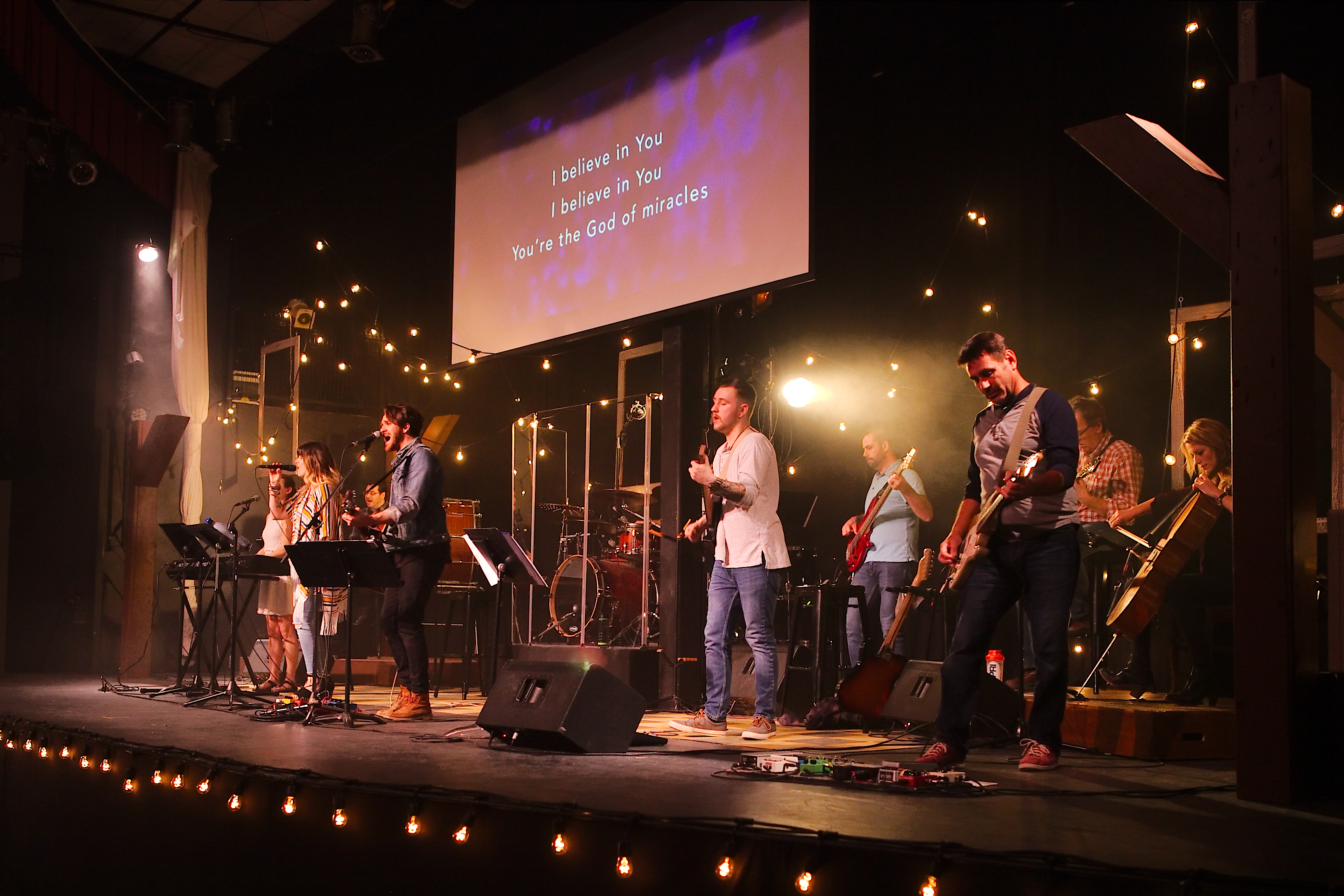
Zenei csoport (Praise team) egy kanadai mennonita testvérgyülekezet istentiszteletében (Canadian Conference of Mennonite Brothren Churches)

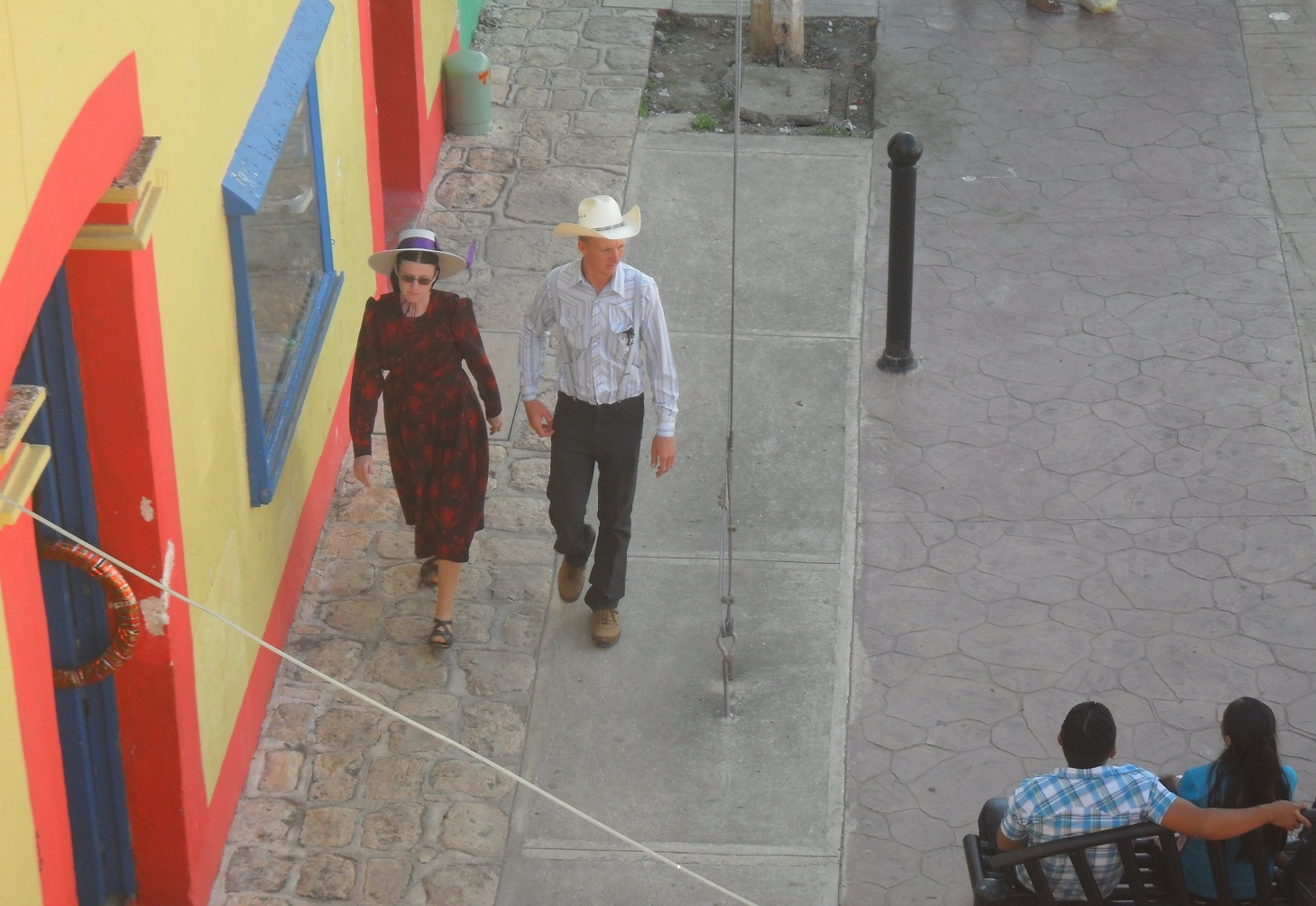
Mexikói mennonita pár kalapban

Legnagyobb részük az Egyesült Államok, Kanada, Mexikó, Afrika és Ázsia területén él. (Afrikában a legtöbben Etiópiában, a Kongói Demokratikus Köztársaságban, Tanzániában.) Vannak még jelentősebb mennonita csoportok Latin-Amerikában és Németországban is.
Országonként, 2018-ban:
- USA 500 481 fő
- Etiópia	310,912
- India	257,029
- Kongói Demokratikus Köztársaság 225,581
- Kanada	149,422
- Mexikó	110,000
- Indonézia	102,761
- Tanzánia	66,350
- Thaiföld	63,718
- Zimbabwe	50,287
- Németország 47,492
- Paraguay	36,009
- Kenya	    35,575
- Angola	30,555
- Bolívia	26,699

## Fordítás
- Ez a szócikk részben vagy egészben  a   Mennonite című angol Wikipédia-szócikk fordításán alapul.  Az eredeti cikk szerkesztőit annak laptörténete sorolja fel. Ez a jelzés csupán a megfogalmazás eredetét és a szerzői jogokat jelzi, nem szolgál a cikkben szereplő információk forrásmegjelöléseként.

## Megjegyzés
1. ↑  A münsteri események alakulásában kulcsszerep jutott két holland férfinak: Jan Matthyas-nak és Jan Beuckelsonnak, aki Leideni János néven lett ismeretes. Követői prófétáknak tekintették őket.